# 縞椰子貓
縞椰子貓（学名：Hemigalus derbyanus），又名條紋靈貓或橫帶狸貓，是緬甸、印尼、馬來西亞及泰國的一種麝貓。牠們棲息在森林之內。

## 特徵
縞椰子貓的鬲部尖長，像吃昆蟲的哺乳動物。牠們的身體很長，腳很短，腳上有五趾，趾上可伸縮的爪。牠們的外表像縞靈貓，但沒有斑點，而頸部的毛向上。牠們的毛短而密，一般呈深奶色，背上有四至五條深色的條紋。尾巴上有兩條條紋，末端呈深褐色至黑色。吻之上也有條紋，眼睛上有兩條條紋伸延到耳朵內側。眼睛之上及下有兩處白色的地方，吻較面部其他地方深色。

## 保育狀況
其被列為《瀕危野生動植物種國際貿易公約》附錄二的物種，被限制出口及貿易。